# Major Holley
Major Holley junior (bijnaam 'Mule') (Detroit, 10 juli 1924 - Maplewood, 25 oktober 1990) was een Amerikaanse jazzbassist, die onder meer speelde met Charlie Parker en Oscar Peterson.
Holley speelde aanvankelijk viool en tuba, maar stapte tijdens zijn diensttijd in de marine over op de contrabas. Na zijn diensttijd trad hij op met onder meer Dexter Gordon, Charlie Parker en Ella Fitzgerald en maakte hij duo-opnamen met pianist Oscar Peterson. Hij was naast Charlie Smith ook lid van Petersons trio.
In de periode 1954-1956 was hij studiomuzikant voor de BBC in Londen. In 1958 maakte hij als lid van de band van Woody Herman een tournee door Zuid-Amerika. Na terugkeer in Amerika was hij bassist in het kwintet van Al Cohn en Zoot Sims. In de jaren zestig was hij weer studiomuzikant en speelde hij onder meer met het trio van Kenny Burrell, met Coleman Hawkins, Roy Eldridge, Quincy Jones en het orkest van Duke Ellington. Van 1967 tot 1970 gaf hij les aan Berklee College of Music in Boston. Hij ging daarna op tournee in Europa met Helen Humes, nam met verschillende muzikanten op (onder meer Lee Konitz, Michel Legrand, Milt Buckner en Jay McShann) en trad op tijdens Europese jazzfestivals.

## Discografie
- Major Holley featuring Gerry Wiggins, Black & Blue, 1974
- Mule, Black & Blue, 1977
- Excuse me Ludwig, Black & Blue, 1977
- Major Step, Timeless, 2000

- Biblioteca Nacional de España: XX1336488
- Bibliothèque nationale de France: cb13895281d (data)
- Gemeinsame Normdatei: 134409523
- International Standard Name Identifier: 0000 0000 7245 3624
- Library of Congress Control Number: n86133986
- MusicBrainz: 66267db0-7c1b-4481-834e-2c3a71b03040
- Nationale Bibliotheek van Israël: 987007334878905171
- Nederlandse Thesaurus van Auteursnamen: 100865402
- Istituto Centrale per il Catalogo Unico: UBOV525518
- Système universitaire de documentation: 137461917
- Virtual International Authority File: 34643439
- WorldCat: E39PBJB48jCjYbpbvGYcyXH3cP